# Mendefera
Mendefera (precedentemente Adi Ugri o Áddi Ugrì; in tigrino መንደፈራ; in arabo منديفيرا) è una città dell'Eritrea, capoluogo del distretto omonimo e della regione del Sud (Eritrea). Il nome della città significa  "nessuno osò", in riferimento alla feroce resistenza da parte dei popoli autoctoni nei confronti del colonialismo italiano.

## Storia
La cittadina venne fondata nel 1895, anno in cui il generale Baratieri ordinò la costruzione di un forte militare in corrispondenza di un antico villaggio preesistente. In epoca fascista Mendefera fu il capoluogo del Commissariato del Seraè, nonché un centro importante per il commercio carovaniero. Nell'ottobre del 1935, durante la guerra d'Etiopia, venne istituito un campo per prigionieri di guerra destinato all'internazionale dei militari etiopi, smantellato ufficialmente il 25 maggio 1936. Nel 1999 la città subì un bombardamento ad opera dell'esercito etiope in occasione della guerra Etiopia-Eritrea.

## Siti archeologici
A Mendefera, durante i lavori per la costruzione di un muro, fu accidentalmente rinvenuto un sito archeologico datato II secolo a.C.. Sono stati riportati alla luce ceramiche, collane, braccialetti di bronzo e resti umani di quello che fu un antico cimitero.

## Economia

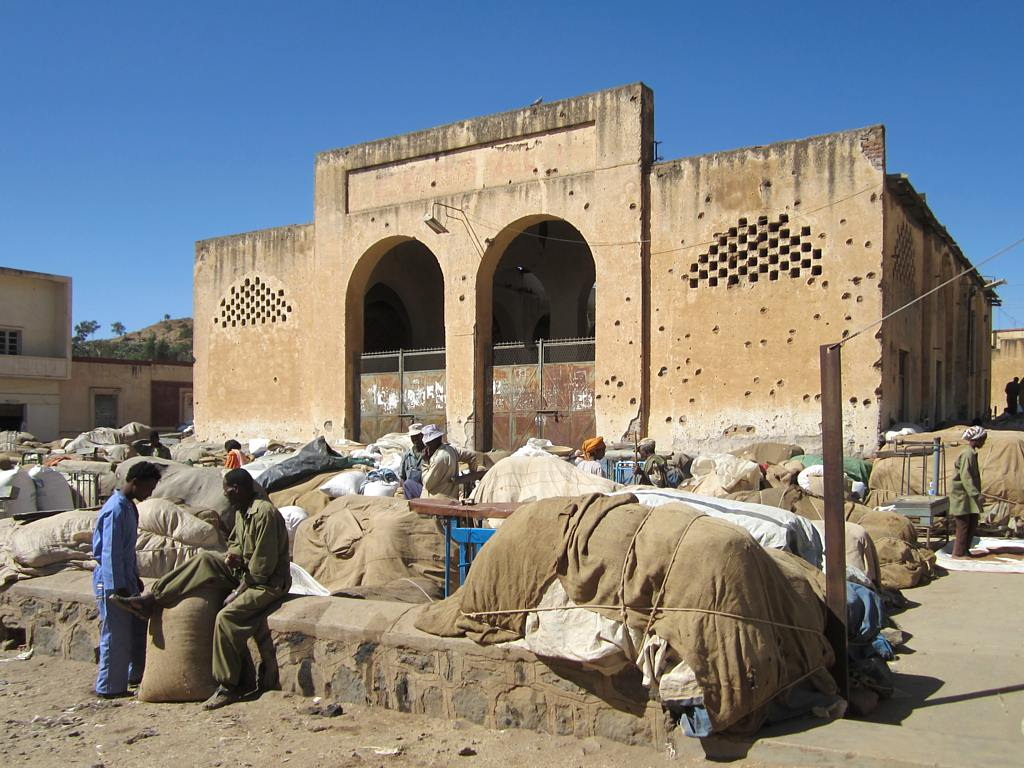
Mercato di Mendefera.

Mendefera è un importante mercato di prodotti agricoli quali cereali, frutta ed ortaggi. Florido risulta essere il commercio del tef, cereale pregiato originario dell'entroterra del corno d'Africa, utilizzato per la preparazione dell'Enjera, pietanza tipica dell'Eritrea e dell'Etiopia. L'economia della città può contare inoltre su di un settore secondario caratterizzato dalla variegata produzione di beni ad opera delle industrie locali.